# Manoel Bomfim

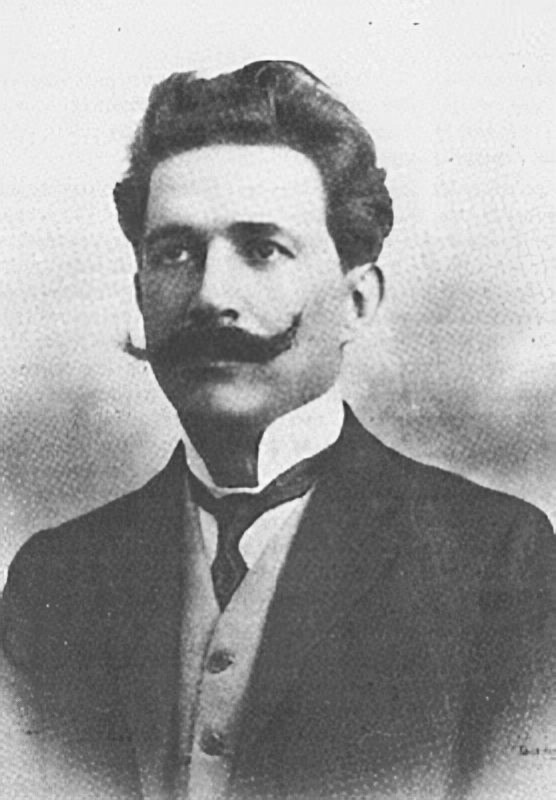
Manoel Bomfim (etwa 1900)

Manoel Bomfim (* 8. August 1868 in Aracaju; † 21. April 1932 in Rio de Janeiro) war ein brasilianischer Arzt, Psychologe, Pädagoge und Historiker.
Bomfim gilt als seiner Zeit voraus in dem Sinne, dass er Begriffe von Wygotski, Jean Piaget, Ernst Bloch und Antonio Gramsci in seiner Interpretation der Gesellschaft vorwegnimmt.

„Im Gegensatz zu Alberto Torres, der nicht versuchte, sich von jener nationalistischen Doktrin eindeutig rassistischen Zuschnitts zu distanzieren, wie sie von den einflussreichen Autoren Sylvio Romero und Oliveira Vianna vertreten wurde, nahm Manoel Bomfim deutlich von diesen beiden Autoren Abstand, was sicherlich dazu beigetragen hat, dass sein Werk in Vergessenheit geriet.“